# Northern Star journal
Ne doit pas être confondu avec Northern Star.
 (juillet 2023).
Le contenu est difficilement compréhensible vu les erreurs de traduction, qui sont peut-être dues à l'utilisation d'un logiciel de traduction automatique.

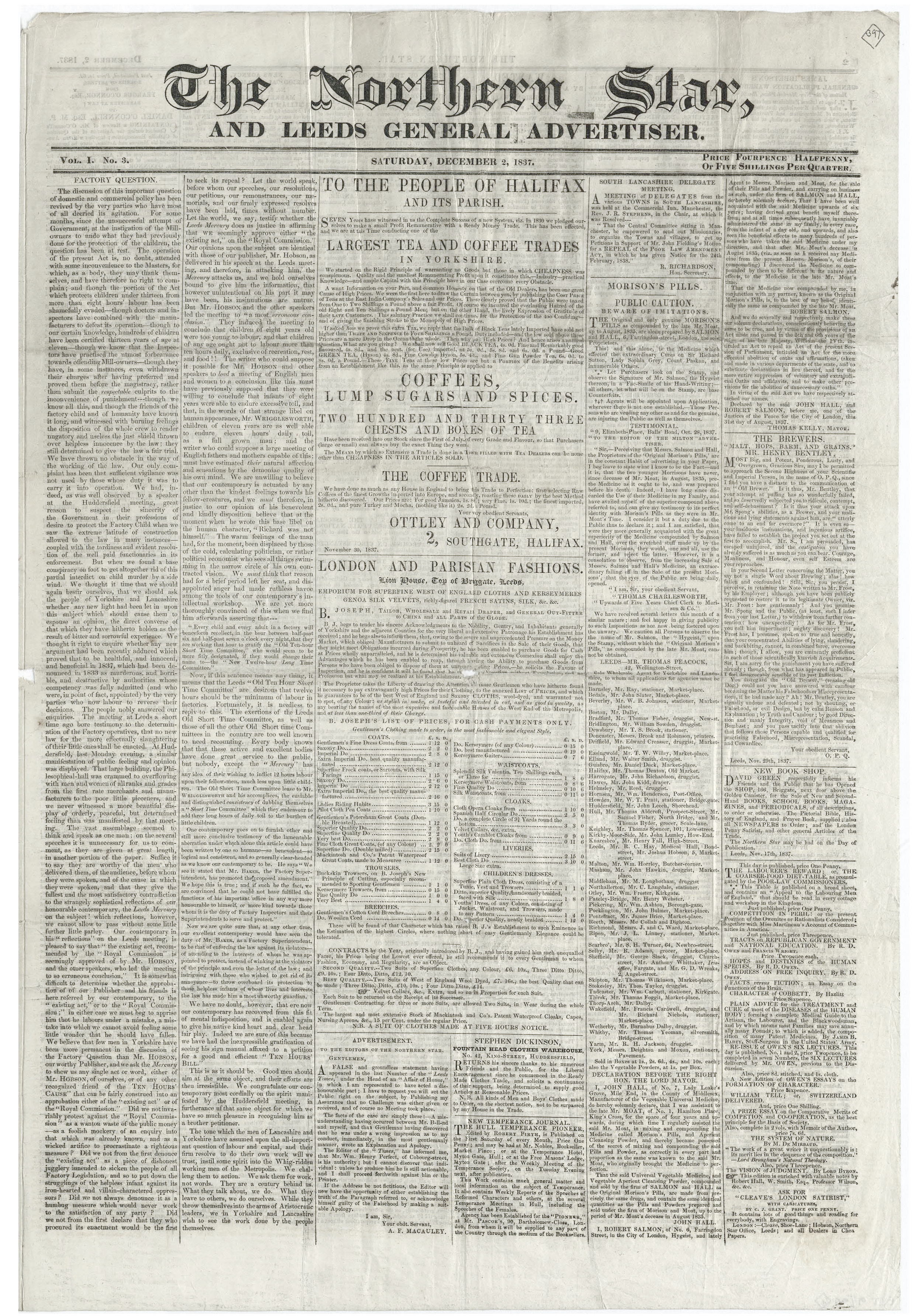
Page de couverture du Northern Star and Leeds General Advertiser du 2 décembre 1837

Le Northern Star Journal and Leeds General Advertiser est un journal chartiste publié au Royaume-Uni entre 1837 et 1852. Feargus O'Connor est le propriétaire du journal.

## Histoire et description

### Fondation
Feargus O'Connor est un ancien membre du parlement qui a fait carrière dans la politique radicale anglaise. il décide de créer un journal hebdomadaire en 1837 pour couper l'herbe sous le pied des autres leaders radicaux et alors que le mouvement chartiste venait de perdre son premier journal. Le journal est basé dans le Yorkshire, un des cœurs des campagnes sur l'extension du Factory Act et contre la l'Amendement à la Poor Law Act en 1834 ou nouvelle Poor Law. Ce nom rend hommage au journal de la Society of United Irishmen qui a été supprimé à Belfast en 1797. Des rassemblements sont fait à Leeds, Bradford, Halifax, Huddersfield and Hull. Le capital commun est aussi issu de soutiens de : Ashton-under-Lyne, Oldham et Rochdale. Le Northern Star est créé avec 690 livres de fonds propre ; le premier numéro est publié le 22 novembre 1837.

### Ligne éditoriale
Le journal s'oppose au timbre fiscal qui augmente le prix des journaux en Angleterre et limite leur accès. Le journal permet d'avoir des articles sur les rassemblements chartistes partout dans le pays et d'avoir des pages de débats très vifs sur la réforme parlementaire et son orientation. La réforme parlementaire est la base du chartisme, c'est le degré de prise en compte du social qui change. Le journal lance une campagne de support de la classe ouvrière qui souffre économiquement d'une baisse des salaires que les patrons justifient par les nouvelles techniques. 
F. O'Connor utilise le journal au service du mouvement chartiste, de la réforme parlementaire et de la Charte du peuple. ce qui provoque une peine d'emprisonnement pour O'Connor de dix huit mois pour "libelles séditieux" dans les colonnes de son journal. En prison, c'est un moyen pour O'Connor de communiquer avec le reste du mouvement chartiste. 
C'est un journal inventif. La lettre hebdomadaire de F. O'Connor est sur la première page à la place des publicités comme le reste des journaux de l'époque. Il s'adapte aux régions avec parfois jusqu'à huit éditions différentes pour être au plus près des lecteurs. Ils publient des centaines d'écrits de certains lecteurs de le classe ouvrière. Il publie aussi des extraits de classique de la littérature anglaise comme Byron, Shakespeare ou Percy Shelley. Le succès du journal est dû au gérant Joshua Hobson et à l'éditeur fondateur William Hill qui est aussi un prêtre la Swedenborgian New Jerusalem Church.
En 1845, O'Connor utilise le journal pour lancer le Chartist Land Plan (qui est une entreprise d'accès à la terre pour une partie du prolétariat). La même année George Julian Harney remplace William Hill comme éditeur du journal. Harney va dans une direction beaucoup plus internationaliste et publie des articles de Karl Marx et Friedrich Engels.O'Connor désapprouve et dit qu'Harney est plus socialiste que chartiste. La relation entre les deux hommes sont tendues. En 1850, la collaboration avec Harney s'arrête. Par ailleurs, la notion d'armée de réserve des travailleurs que Marx a établi est déjà en partie discutée des années auparavant dans l'article « Factory system » du Northern Star du 23 juin 1838. Le journal a aussi des positions anti-monarchie.  

### Diffusion
En septembre 1838, la circulation atteint 10 000 exemplaires et à l'été 1839, cela s'élève à 50 000 exemplaires. Ce qui permet à O'Connor de faire un profit de 13 000 livres à la fin de l'année. À la fin de 1839, c'est le deuxième journal, en termes de diffusion, du Royaume-Uni.
Les ventes du journal déclinent avec le mouvement chartiste. En 1851, il est encore diffusé à 1 200 exemplaires. F.O'Connor vend alors le journal à Harney en avril 1852. Il fusionne avec The Friend of the people pour donner The Star of Freedom. 

## Noms successifs
- Northern Star and Leeds General Advertiser, novembre 1837 – Novembre 1844
- Northern Star and National Trades' Journal, novembre 1844 – mars 1852
- Star and National Trades Journal, 20 mars 1852 – 17 avril 1852
- Star of Freedom, 24 avril 1852 – 27 novembre 1852